# Oswald de Andrade
José Oswald de Andrade Souza, brazilski pesnik in pisatelj, * 11. januar 1890, † 22. oktober 1954. 